# 比德爾群島
65°47′S 65°38′W / 65.783°S 65.633°W
比德爾群島（Büdel Islands），是南極洲的群島，位於雷諾島東部，處於拉克蒂奧諾夫島和舒爾島之間，屬於比斯科群島的一部分，在1957年被繪入阿根廷地圖，現時由南極條約體系管理。